# Gare de La Peña
La gare de La Peña est une gare ferroviaire espagnole, située dans le quartier de La Peña, district d'Ibaiondo, sur le territoire de la ville de Bilbao, capitale de la Province de Biscaye au pays basque.
correspondant à la ligne C-3 de Renfe Cercanías Bilbao.

## Histoire
La gare est inaugurée le 25 janvier 2005 après avoir bénéficié du plan de l'association Bilbao Ría 2000. Cette gare se trouve sur une pente, d'où la nécessite d'escalator ou d'escaliers pour l'accès à celle-ci. Avec la construction de cette gare on a ré urbanisé une partie du quartier de La Peña et on a créé une place près de celle-ci.

## Service des voyageurs

### Intermodalité

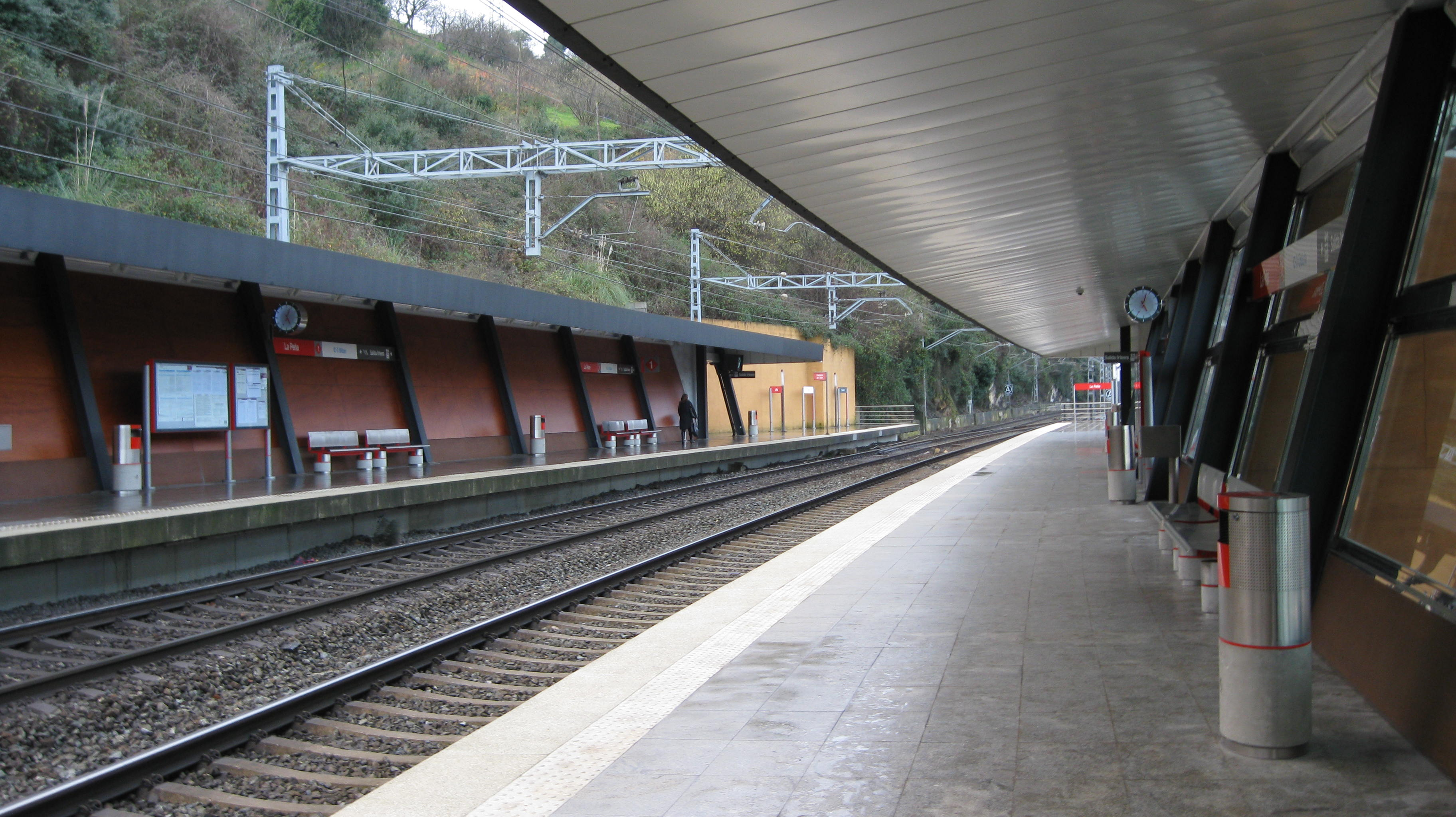
Vue depuis la voie 2
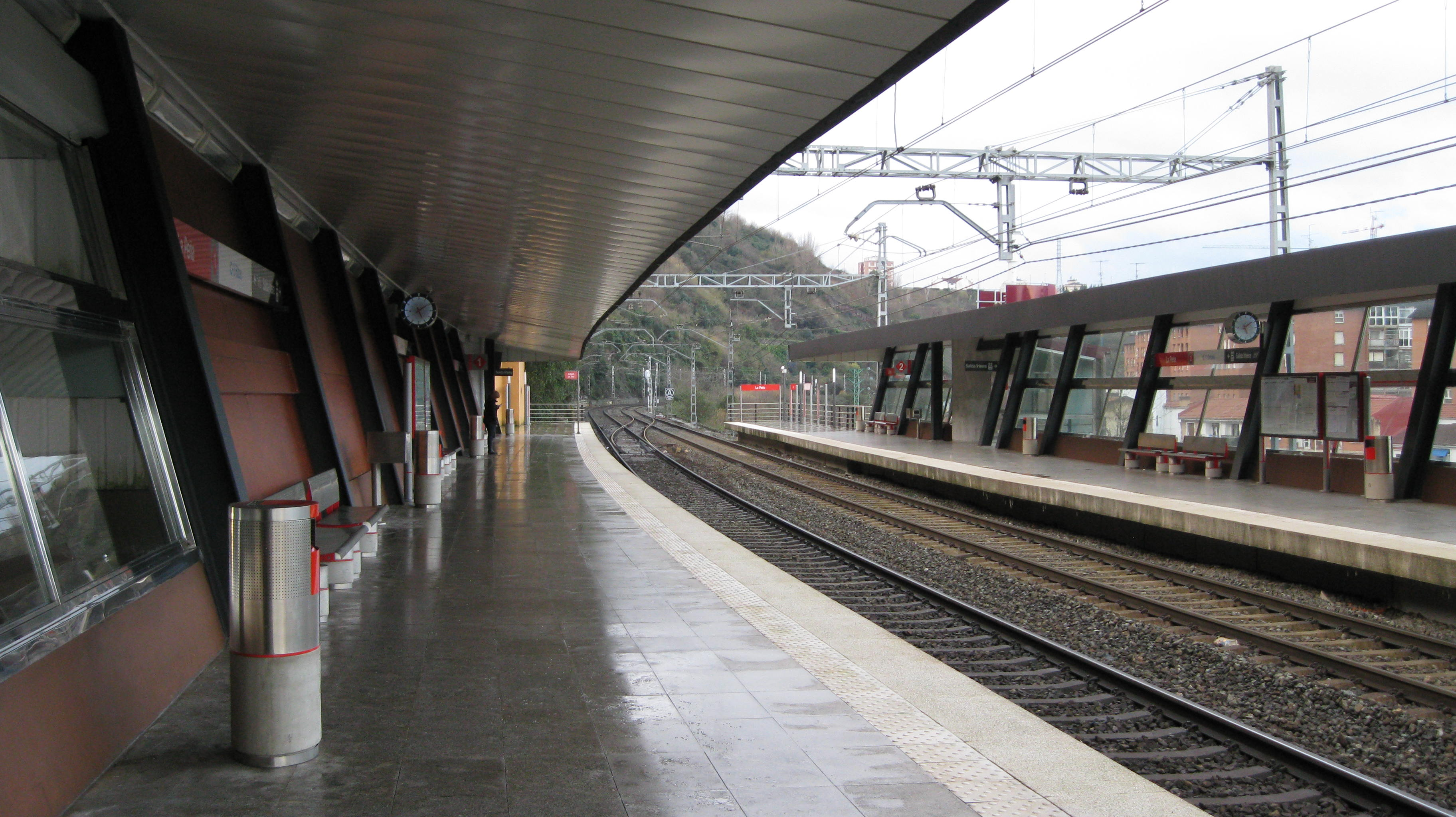
Vue depuis la voie 1
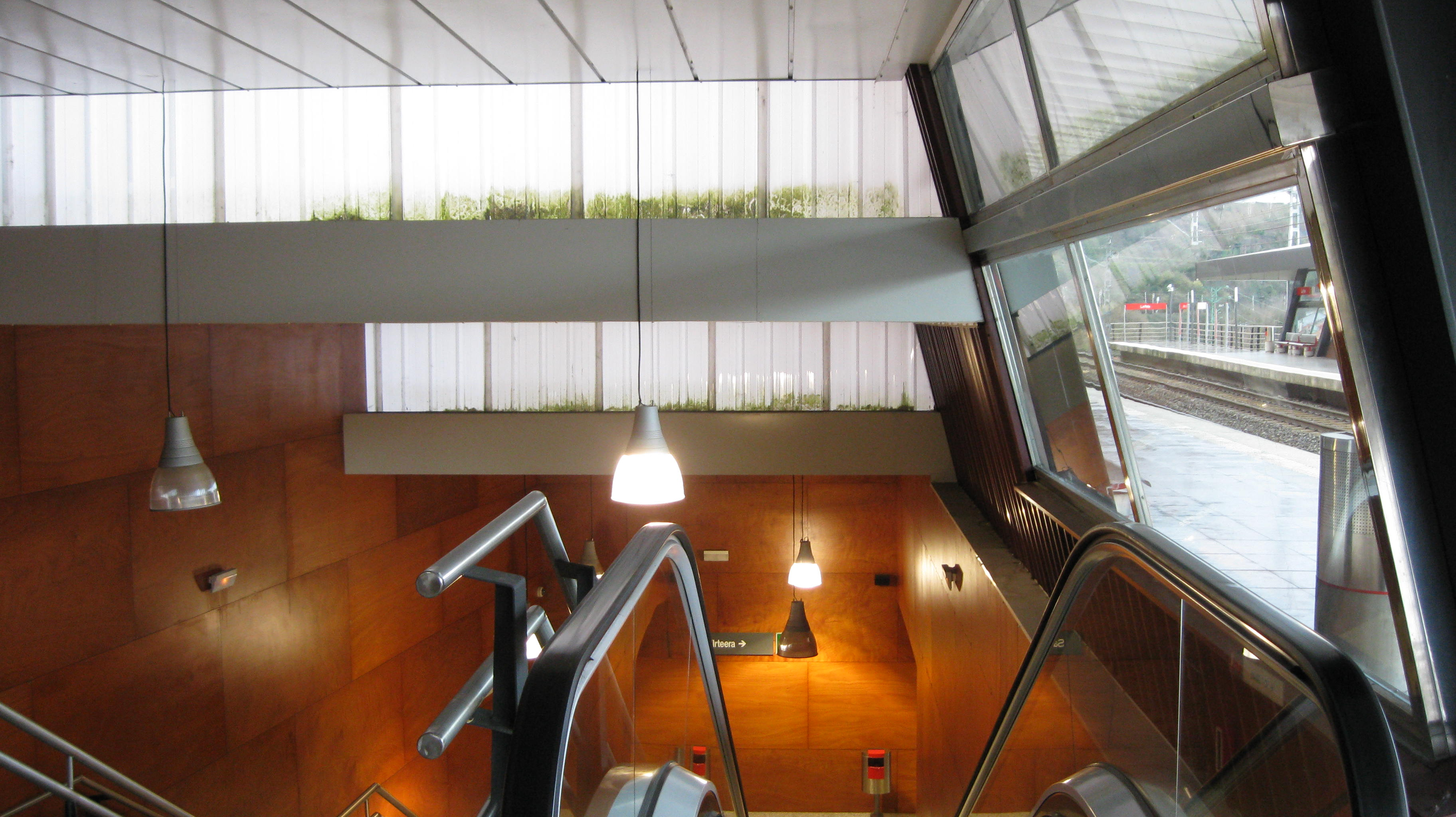
Accès a Los andenes